# Жижила (комуна)
Жижила (рум. Jijila) — комуна у повіті Тулча в Румунії. До складу комуни входять такі села (дані про населення за 2002 рік):
- Гарвен (1460 осіб)
- Жижила (4372 особи) — адміністративний центр комуни

Комуна розташована на відстані 188 км на північний схід від Бухареста, 53 км на захід від Тулчі, 131 км на північ від Констанци, 16 км на південний схід від Галаца.

## Населення
За даними перепису населення 2002 року у комуні проживали 5832 особи.
Національний склад населення комуни:
| Національність   | Кількість осіб | Відсоток |
| ---------------- | -------------- | -------- |
| румуни           | 5825           | 99,9%    |
| росіяни-липовани | 5              | 0,1%     |
| італійці         | 2              | < 0,1%   |

Рідною мовою назвали:
| Мова      | Кількість осіб | Відсоток |
| --------- | -------------- | -------- |
| румунська | 5827           | 99,9%    |
| російська | 4              | 0,1%     |
| німецька  | 1              | < 0,1%   |

Склад населення комуни за віросповіданням:
| Релігія        | Кількість осіб | Відсоток |
| -------------- | -------------- | -------- |
| православні    | 5817           | 99,7%    |
| п'ятдесятники  | 6              | 0,1%     |
| римо-католики  | 2              | < 0,1%   |
| реформати      | 2              | < 0,1%   |
| баптисти       | 2              | < 0,1%   |
| греко-католики | 1              | < 0,1%   |